# Филип V Македонски
Филип V Македонски (на старогръцки: Φίλιππος Ε΄; на латински: Philippus) е цар на Древна Македония от 221 до 179 г. пр. Хр., от династията на Антигонидите.
Сочен като „последния силен македонски владетел“, през първите две десетилетия от царуването си Филип V полага усилия да укрепи македонската хегемония над Елада и да я разшири в Илирия и Егея. Дълго време това му се удава благодарение на здравия съюз с ахейците, завещан от предшественика му цар Антигон Досон, и успешните войни с Етолия и Спарта. Но отпорът на Родос и Пергам в битката при Хиос (201 г. пр. Хр.) и намесата на Рим с Първата и Втората македонска война прекършват амбициите му. Поражението при Киноскефале (197 г. пр. Хр.) понижава значително военнополитическото значение на македонската държава.
След като не успява да се противопостави на римляните, Филип V им съдейства да победят сирийския цар Антиох III и да се утвърдят по този начин в Източното Средиземноморие в замяна на благосклонността на Сената и незначителни териториални придобивки в Тесалия. Към края на управлението си предприема неколкократни походи в тракийските земи. Завещава на сина си Персей военно и демографски укрепнала държава.

## Произход
Филип V е роден през 238 или 237 г. пр.Хр. Той е син и наследник на цар Деметрий II и потомък на диадоха Антигон Едноокия. Майка му е наречена в изворите Хризеида, но според някои изследователи е идентична с Фтия, дъщерята на епирския цар Александър II.

## Управление

### Утвърждаване в Македония и Елада
Филип е 8-годишен през 229 г. пр. Хр., когато баща му умира. Негов попечител и владетел на Македония за следващите осем години става чичо му Антигон Досон, братовчед на Деметрий ІІ.
През 221 г. пр. Хр., когато умира и Антигон, Филип е все още твърде млад. Преди кончината си старият цар назначава регенти, начело с Апелес, които да му помагат в управлението. В регентския съвет влизат още началникът на пелтастите (елитно подразделение в македонската арми) Леонтий, началникът на царската канцелария Мегалеас, командирът на царската охрана Александър и стратегът на македонските войски в Пелопонес Таврион.
Първата половина от дългото царуване на Филип V преминава в почти непрекъснати мащабни войни срещу Етолия, Родос, Пергам, различни варварски племена и Рим. Още на втората година от възцаряването му Македония начело на голяма коалиция от гръцки държави повежда война срещу Етолия, за да защити съюзника си Ахея и да разшири хегемонията, наложена от Антигон Досон в Елада. Тази т.нар. Съюзническа война продължава от 220 до 217 г. пр. Хр. Филип се изявява като успешен военачалник – опустошава земите на етолийците и съюзните им спартанци, отбива нападенията им над неговите съюзници в Тесалия и Ахея и с мирния договор в Навпакт затвърждава териториалните си придобивки в Централна Гърция (Фтиотида, Фокида) и Пелопонес (Трифилия и части от Аркадия). През същата 217 г. пр. Хр., вследствие от успешната си намеса във конфликта между Литос и Кносос, Филип налага господството си над Крит.
В хода на войната с етолийците възникват сериозни разногласия между Филип и част от регентите, някои от тях несъгласни с политиката му на сътрудничество с водача на Ахейския съюз Арат, а други – с военните му решения. Филип отстранява физически онези от тях, които смята за заплаха за властта си. Мегалеас е принуден да се самоубие, след като е разкрито, че преговаря тайно с етолийците. Леонтий е екзекутиран след бунт на войниците в Коринт, потушен с личната намеса и увещания от Филип. Убити са и Апелес и синът му.

### Борба с Рим
Следващите начинания на Филип V го сблъскват с набиращата мощ Римска република. В края на Съюзническата война македонският цар влиза в конфликт с илирийския вожд Скердилаид, който владее териториите на днешни Черна гора и северна Албания. Скердилаид се ползва с протекциите на Рим. От своя страна, през 215 г. пр. Хр. Филип влиза в контакт с нахлулия в Италия картагенски пълководец Ханибал и сключва договор с него за елиминиране на римското влияние по източното крайбрежие на Адриатика. Кампанията му по илирийското крайбрежие завършва с поражение от римляните в битката при илирийска Аполония (214 г. пр. Хр.). С тази битка започва първата римско-македонска война, която се проточва близо десет години и въвлича срещу Македония съседните варварски племена и Етолия. Филип побеждава илирите при Лисос (213 г. пр. Хр.), медите при Ямфорина (211) и етолийците при Терм (207). През 205 г. пр. Хр. сключва мир с римляните във Фойника.
След договора от Фойника Филип V насочва завоеванията си на изток. Предприема походи в Тракия, построява силен боен флот и, в съюз с царя на Витиния Прусий, завладява Лизимахия и ред градове на европейския и азиатския бряг на Пропонтида – Перинт, Халкедон, Мирлея, Киос. Това и подкрепата му за пирати в започналата междувременно Критска война води до сблъсък със силната търговска република Родос. Родосците привличат на своя страна пергамския цар Атал I. През 201 г. пр. Хр. те попречват на Филип V да завладее Хиос. Филип отмъщава за това поражение с победа при Ладе и с походи в западна Мала Азия до подстъпите на самия Пергам и Книдос. На следващата година македоните завладяват Маронея, Енос и Тракийския Херсонес. Филип е на крачка от това да сложи ръка върху най-важната търговска артерия между Егейско и Черно море. За да го спрат, родосците и пергамците се обръщат за помощ към Рим и Сенатът откликва на молбата им. Втората римско-македонска война започва през 200 г. пр. Хр. след като Филип пренебрегва римския ултиматум и превзема Абидос.
През същата 200 г. пр. Хр. римските легиони дебаркират в южна Илирия, а римската флота се появява в Егейско море и напада Халкида. Първа от държавите в Елада Атина обявява война на Филип, последвана през следващите две години от Етолия и атаманите, Ахея и накрая Спарта. Филип V предвожда лично войските си и на два пъти едва не загива – при неуспешно щурмуване на Атина през 200 г. пр. Хр. и година по-късно в битка с нахлулата в Линкестида армия на консула Сулпиций Галба. През 199 г. пр. Хр. Филип отразява нападение от четири страни. Докато Галба опустошава Горна Македония, дарданите и ардиеите нахлуват в Пелагония, етолийците в Тесалия, а флотата на римляни, родосци и пергамци напада Халкидика. Етолийците и съюзените с тях атамани са разгромени от Филип в долината на река Пеней, а консулът е принуден да изтегли войските си, поради недостиг на провизии.
През 198 г. пр. Хр. римският военачалник Фламинин, заменил Галба, навлиза с войските си в Централна Гърция и убеждава ахейците да се отметнат от съюза си с Филип V. През 197 г. пр. Хр. с армия от римляни и гърци Фламинин настъпва в Тесалия. В битката при Киноскефале македонската фаланга е разгромена и Филип е принуден да иска мир. Наред с превъзходството на римската военна организация и лошия шанс (мъгла в сутринта на битката възпрепятства бързото придвижване на македонската армия), като причини за разгрома се изтъкват и грешките на Филип V като военачалник – той приема сражение на неравен терен, на който фалангата му е уязвима, и въвежда войската си в боя на части.
Според условията на мирния договор македонският цар се отказва от всичките си завоевания в Мала Азия и по тракийското крайбрежие на Егейско море и Пропонтида. Македонското царство губи Тесалия и опорните пунктове в Елада, които е държало през по-голямата част от управлението на Антигонидите – Коринт, Халкида и Деметриада, както и части от Горна Македония (областта Орестида и Лихнидос). Флотата и армията му са намалени драстично.
В резултат на разгрома при Киноскефале (само в тази битка загиват 8000 македони) и предхождащите го усилия за изграждане на Егейска империя, плод на амбициите на Филип V, Македония понася тежки демографски и материални загуби. Оставащите години от царуването си Филип посвещава на възстановяване на държавата.

### Сътрудничество с Рим
В годините след Втората македонска война Филип V подкрепя последователно Рим срещу противниците му в Елада и Егейско море. През 195 г. пр. Хр. изпраща подкрепление от 1500 войници във войската на проконсула Фламинин срещу спартанския тиран Набис. Избира страната на Рим и през 191 г. пр. Хр., след като етолийците се вдигат срещу римското господство, а сирийският цар Антиох III дебаркира в Централна Гърция. През 190 г. пр. Хр. снабдява армията на Луций и Публий Корнелий Сципион и осигурява безопасния ѝ преход по северното крайбрежие на Егейско море към Мала Азия, където римляните и съюзниците им сразяват Антиох окончателно. В замяна Сенатът освобождава македонските заложници, взети след битката при Киноскефале, и опрощава остатъка от паричната контрибуция, наложена на македонското царство с мирния договор от 197 г. пр. Хр. В тези войни Македония постига и териториално разширение в южна Тесалия (включително град Деметриада), но под римски диктат Филип е принуден да се откаже от придобивките си по тракийското крайбрежие – градовете Енос и Маронея, обещани на римския съюзник Евмен от Пергам.

### Експанзия в Тракия
Отблъснат от Егея, през последните години от управлението си Филип V насочва военните и дипломатическите си усилия към Тракия и Дардания. Заобикаляйки ограниченията от мирния договор с Рим за численост на армията до 5000 бойци, той свиква, обучава и разпуска набор след набор от воини и с всеки следващ набор увеличава боеспособното население. Между 185 и 181 г. пр. Хр. предприема три големи похода срещу траките в хинтерланда на Византион и поречията на Хеброс и Стримон. Опустошава земите на одриси, беси, дентелети и меди, но опитът му да установи трайна власт в района на Филипопол не сполучва. За да неутрализира отдавнашната заплаха за северните граници на македонското царство – дарданите, към 182 г. пр. Хр. сключва съюз с обитаващото долния Дунав племе бастарни.
Военните усилия на Филип V след 197 г. пр. Хр. са в далеч по-малък мащаб от непрекъснатите войни, които води дотогава. Това и целенасочената му политика за насърчаване на брака и отглеждането на деца, както и заселването на голям брой траки и други „варварски“ народи в Македония позволяват на страната да се съвземе от демографските загуби. С увеличаването на населението укрепва армията, а с развитието на земеделието и отварянето на нови и стари златни мини в Пангей Македония се засилва и икономически.

### Междуособици
Заселването на варвари в крайбрежните райони на Македония е съчетано с разселване на коренните македони към северните предели на страната. Това предизвиква вълнения, потушени безмилостно от Филип V. Малко преди смъртта си, през 181 или 180 г. пр. Хр., той нарежда да бъде убит и синът му Деметрий, за когото смята, че се готви да вземе престола с помощта на римляните.
Филип V умира в Амфиполис през 179 г. пр.Хр. Наследява го най-големият му син Персей.

## Характер
Древните летописци, които описват най-подробно деянията на Филип V – Полибий и Тит Ливий, са настроени враждебно към него, обвинявайки го за убийствата на собствения му син Деметрий и на Арат десетилетия по-рано, както и за разрушаването на светилища по време на многобройните войни, които води.
Някои оценки за него в по-ново време не са много по-ласкави. Конкретно за екзекутирането на Апелес Робърт Малкълм Ерингтън, отричайки твърденията за заговор на регента срещу царя, отбелязва, че за утвърждаването си на престола Филип „използва всяко налично политическо оръжие“ и показва, че „не [му] липсват нито безмилостност, нито находчивост“.
Мнението на Теодор Момзен за политиката му след поражението във втората война с Рим е, че „в характера на Филип най-силното от всички благородни чувства е чувството за чест, а най-силното от низките му чувства е отмъстителността, затова действията му никога не се определят от страх и малодушие пред съдбата.“
За безстрашието му потвърждават Никълъс Хамънд и Франк Уолбанк. Двамата отбелязват дързостта на Филип „в битките и в стратегията“, чувството му за хумор, приветливия му нрав и, въпреки обвиненията в светотатство, дълбоката му религиозност. Изтъквайки начина, по който Македония се съвзема след разгрома при Киноскефале, Хамънд и Уолбанк сочат Филип V като пример на „брилиантен администратор“, съперничещ на съименника си Филип II в способността „да споява разнообразни народи и езици в единно царство“.

## Потомство
От историческите извори са известни пет деца на Филип V Македонски:
- Персей, който се възцарява през 179 г. пр.Хр. и умира години по-късно в римски плен, вероятно е от извънбрачна връзка на баща му с Поликратия от Аргос.[44]
- Деметрий, екзекутиран по заповед на баща си през 181 г. пр.Хр., е от неизвестна по име съпруга на царя.[44]
- третият син, наречен на баща си – Филип, е осиновен от Персей и също като него завършва живота си като римски пленник.[45]
- две дъщери – Апама, която при царуването на Персей е омъжена за цар Прусий II от Витиния, и втора, неизвестна по име, омъжена за тракийския владетел Терес.[46]